# SGSN
SGSN (англ. Serving GPRS Support Node, вузол обслуговування абонентів GPRS) — основний компонент GPRS-системи по реалізації усіх функцій обробки пакетної інформації. SGSN виступає точкою з'єднання між системою базових станцій (BSS) мережі радіодоступу (RAN) і базовою мережею (CN). SGSN можна назвати аналогом комутатора MSC мережі GSM. SGSN виконує наступні функції:
- контроль доставки пакетів даних користувачам;
- взаємодія з реєстром власних абонентів мережі HLR чи аутентифікація (перевірка дозволу на запит користувачами послуги); механізм збігається з механізмом аутентификации в GSM;
- моніторинг користувачів, що знаходяться в режимі online;
- перетворення кадрів GSM у формати, що використовуються протоколами TCP/IP глобальної комп'ютерної мережі Internet;
- реєстрація «прикріплення» (attachment) абонентів, які знову «з'явилися» у зоні дії мережі;
- шифрування даних; алгоритм шифрування в технології GPRS (GEA1, GEA2, GEA3) відрізняються від алгоритмів шифрування в GSM (A5/1, A5/2, A5/3), але розроблені на їхній основі;
- збір що надходить білінгової інформації, пересилання її в головний офіс тощо.

SGSN підключається до вузла міжмережевого переходу GPRS (GGSN) і так само до інших SGSN через IP мережу. SGSN не обмежується з'єднанням з одним вузлом GGSN, на практиці таких вузлів може бути декілька, включаючи GGSN, які перебувають за межами мобільної мережі даного SGSN.
SGSN має динамічну базу даних поточної інформації про підключені мобільні пристрої. Ця інформація містить:
- місцезнаходження мобільного пристрою в routing area (RA) чи соті;
- інформацію про безпеку підключення, таку як ключ шифрування, що використовується;
- поточний стан підключення;
- використання QoS тощо.

Пакетний комутатор покликаний розвантажити GSM комутатор і тим самим забезпечити обробку пакетної інформації, залишивши звичайному комутатору лише голосовий трафік.